# Chadwick Boseman
Chadwick Aaron Boseman (Anderson, 29 de novembro de 1976 — Los Angeles, 28 de agosto de 2020) foi um ator, diretor e roteirista norte-americano. Ele era mais conhecido por seus retratos de figuras históricas da vida real, como Jackie Robinson em 42 (2013), James Brown em Get on Up - A História de James Brown (2014) e Thurgood Marshall em Marshall (2017), e por seu retrato como T'Challa / Pantera Negra no Universo Cinematográfico Marvel, nos filmes Captain America: Civil War (2016), Black Panther (2018), Avengers: Infinity War (2018), Avengers: Endgame (2019) e fornecendo a sua voz na série animada What If...? (2021). Ele também estrelou filmes como 21 Bridges (2019), Da 5 Bloods (2020) e Ma Rainey's Black Bottom (2020), seu último filme.
Boseman morreu em 28 de agosto de 2020, aos 43 anos, após uma batalha de quatro anos contra o câncer colorretal.

## Primeiros anos
Boseman nasceu e fora criado em Anderson, Carolina do Sul, filho de Carolyn e Leroy Boseman, ambos afro-americanos. Sua mãe era uma enfermeira e seu pai trabalhava em uma fábrica de têxteis, mantendo um negócio de estofados também. Boseman se formou em T. L. Hanna High School em 1995. Em seu primeiro ano, ele escreveu sua primeira peça, Crossroads, e encenou na escola depois que um colega de classe foi baleado e morto. Ele estudou na Universidade Howard em Washington, D.C., formando-se em 2000 com um bacharel em artes plásticas na direção. Uma de suas professoras foi Phylicia Rashad, que se tornou sua mentora. Ela ajudou a arrecadar fundos para que Boseman e alguns colegas de classe pudessem participar do Oxford Mid-Summer Programa da British American Drama Academy em Londres, em que eles foram aceitos.
Boseman queria escrever e dirigir, e inicialmente começou a estudar a atuação para aprender a se relacionar com atores. Depois que ele voltou para os EUA, se formou na Academia Digital de Cinema de Nova Iorque (British American Dramatic Academy). Ele morava no Brooklyn no início de sua carreira. Boseman trabalhou como instrutor de drama no Schomburg Junior Scholars Program, alojado no Centro Schomburg de Pesquisa em Cultura Negra em Harlem, Nova Iorque. Em 2008, mudou-se para Los Angeles para prosseguir uma carreira de ator.

## Carreira
Boseman obteve seu primeiro papel de televisão em 2003, em um episódio de Third Watch. Seu trabalho inicial incluiu episódios das séries Law & Order, CSI: NY e ER. Ele também continuou a escrever peças, com seu roteiro para Deep Azure realizado na Congo Square Theatre Company em Chicago, Illinois; foi nomeado para o Prêmio Joseph Jefferson de 2006 para novos trabalhos. Em 2008, desempenhou um papel recorrente na série de televisão Lincoln Heights e apareceu em seu primeiro longa-metragem, The Express. Ele conseguiu um papel regular em 2010 em outra série de televisão, Persons Unknown.
Boseman desempenhou seu primeiro papel principal em 2013, no filme 42, em que ele retratou o pioneiro do beisebol e estrela Jackie Robinson. Ele estava dirigindo uma peça off-Broadway em East Village quando fez uma audição para o papel. Ele considerou desistir de atuar e prosseguir sendo um diretor em tempo integral na época. Cerca de 25 outros atores haviam sido seriamente considerados para o papel, mas o diretor Brian Helgeland gostou da bravura de Boseman e lançou-o depois que ele fez a audição duas vezes. Em 2013, Boseman também estrelou o filme independente The Kill Hole, que foi lançado nos cinemas algumas semanas antes de 42.
Em 2014, Boseman apareceu junto a Kevin Costner em Draft Day, no qual ele atuou em uma perspectiva preliminar da National Football League. Mais tarde naquele ano, ele estrelou como James Brown em Get on Up - A História de James Brown. Em 2016, ele estrelou como Tot, uma divindade da mitologia egípcia, em Deuses do Egito.

## Vida pessoal
Boseman foi criado cristão. Ele foi batizado e fazia parte de um coro da igreja e grupo juvenil. Seu ex-pastor disse que ele ainda mantinha sua fé. Boseman afirmou que ele rezou para ser o Pantera Negra antes de ser confirmado como a personagem no Universo Cinematográfico Marvel.
Em outubro de 2019, Boseman se casou em segredo com a cantora Taylor Simone Ledward. Os dois já vinham se relacionando desde 2015.

## Morte
Chadwick Boseman morreu no dia 28 de agosto de 2020 em sua casa na região de Los Angeles devido a complicações relacionadas a um câncer colorretal. Ele lutava contra o câncer desde 2016 e, desse ano para cá, o câncer evoluiu para o estágio 4. A morte foi confirmada pela família do ator. O falecimento de Boseman pegou seus fãs de surpresa, uma vez que o ator jamais revelou que estava doente, embora já houvesse suspeitas anteriores sobre o seu estado de saúde.

## Filmografia

### Cinema
| Ano  | Título                                | Papel                                | Notas                         | Ref.   |
| ---- | ------------------------------------- | ------------------------------------ | ----------------------------- | ------ |
| 2008 | The Express: The Ernie Davis Story    | Floyd Little                         |                               | [ 25 ] |
| 2012 | The Kill Hole                         | Lt. Samuel Drake                     |                               | [ 26 ] |
| 2013 | 42                                    | Jackie Robinson                      |                               | [ 25 ] |
| 2014 | Draft Day                             | Vontae Mack                          |                               | [ 27 ] |
| 2014 | Get on Up - A História de James Brown | James Brown                          |                               | [ 25 ] |
| 2016 | Deuses do Egito                       | Tote                                 |                               | [ 28 ] |
| 2016 | Capitão América: Guerra Civil         | T'Challa / Pantera Negra             |                               | [ 29 ] |
| 2016 | Message from the King                 | Jacob King                           | Também foi produtor executivo | [ 30 ] |
| 2017 | Marshall                              | Thurgood Marshall                    | Também foi coprodutor         | [ 31 ] |
| 2018 | Black Panther                         | T'Challa / Pantera Negra             |                               | [ 32 ] |
| 2018 | Avengers: Infinity War                | T'Challa / Pantera Negra             |                               | [ 33 ] |
| 2019 | Avengers: Endgame                     | T'Challa / Pantera Negra             |                               | [ 34 ] |
| 2019 | 21 Bridges                            | Andre Davis                          | Também foi produtor           | [ 35 ] |
| 2020 | Da 5 Bloods                           | Norman Earl "Stormin' Norm" Holloway |                               | [ 36 ] |
| 2020 | Ma Rainey's Black Bottom              | Levee Green                          | Lançamento póstumo            | [ 37 ] |

### Televisão
| Ano       | Título              | Papel                                          | Notas                                                              | Ref.          |
| --------- | ------------------- | ---------------------------------------------- | ------------------------------------------------------------------ | ------------- |
| 2003      | All My Children     | Reggie Porter                                  | Papel recorrente                                                   | [ 38 ]        |
| 2003      | Third Watch         | David Wafer                                    | Episódio: "In Lieu of Johnson"                                     | [ 39 ]        |
| 2004      | Law & Order         | Foster Keyes                                   | Episódio: "Can I Get a Witness?"                                   | [ 39 ]        |
| 2006      | CSI: NY             | Rondo                                          | Episódio: "Heroes"                                                 | [ 40 ]        |
| 2008      | ER                  | Derek Taylor                                   | Episódio: "Oh, Brother"                                            | [ 39 ]        |
| 2008      | Cold Case           | Dexter Collins                                 | Episódio: "Street Money"                                           | [ 39 ]        |
| 2008–2009 | Lincoln Heights     | Nathaniel "Nate" Ray                           | 9 episódios                                                        | [ 41 ]        |
| 2009      | Lie to Me           | Cabe McNeil                                    | Episódio: "Truth or Consequences"                                  | [ 42 ]        |
| 2010      | Persons Unknown     | Sergeant McNair                                | Elenco principal; 13 episódios                                     | [ 40 ]        |
| 2010      | The Glades          | Michael Richmond                               | Episódio: "Honey"                                                  | [ 43 ] [ 44 ] |
| 2011      | Castle              | Chuck Russell                                  | Episódio: "Poof, You're Dead"                                      | [ 40 ]        |
| 2011      | Fringe              | Mark Little / Cameron James                    | Episódio: "Subject 9"                                              | [ 45 ]        |
| 2011      | Detroit 1-8-7       | Tommy Westin                                   | Episódio: "Beaten/Cover Letter"                                    | [ 46 ]        |
| 2011      | Justified           | Ralph Beeman                                   | Episódio: "For Blood or Money"                                     | [ 40 ]        |
| 2018      | Saturday Night Live | Ele mesmo (apresentador)                       | Episódio: "Chadwick Boseman/Cardi B"                               | [ 47 ]        |
| 2021      | What If...?         | T'Challa / Senhor das Estrelas / Pantera Negra | Participação especial na dublagem; lançamento póstumo; 4 episódios | [ 48 ]        |

### Como diretor
| Ano  | Título                   | Notas          | Ref.   |
| ---- | ------------------------ | -------------- | ------ |
| 2008 | Blood Over a Broken Pawn | Curta-metragem | [ 49 ] |
| 2013 | Heaven                   | Curta-metragem | [ 50 ] |

## Prêmios e indicações
| Ano  | Prêmio                                        | Categoria                                                        | Trabalho indicado                          | Resultado | Ref.            |
| ---- | --------------------------------------------- | ---------------------------------------------------------------- | ------------------------------------------ | --------- | --------------- |
| 2002 | AUDELCO Awards                                | Melhor Ator Coadjuvante                                          | Urban Transitions                          | Venceu    | [ 49 ] [ 51 ]   |
| 2006 | Joseph Jefferson Awards                       | Melhor Peça                                                      | Deep Azure                                 | Indicado  | [ 49 ] [ 52 ]   |
| 2013 | Chicago Film Critics Association              | Ator Promissor                                                   | 42                                         | Indicado  | [ 53 ]          |
| 2014 | Black Reel Awards                             | Melhor Atuação Masculina                                         | 42                                         | Indicado  | [ 54 ]          |
| 2014 | American Black Film Festival                  | Ator Promissor                                                   | 42                                         | Indicado  | [ 55 ]          |
| 2014 | NAACP Image Awards                            | Melhor Ator no Cinema                                            | 42                                         | Indicado  | [ 56 ]          |
| 2014 | Dublin Film Critics' Circle                   | Melhor Ator                                                      | Get on Up                                  | Indicado  | [ 57 ]          |
| 2015 | Santa Barbara International Film Festival     | Prêmio Virtuosos                                                 | Get on Up                                  | Indicado  | [ 58 ]          |
| 2015 | NAACP Image Awards                            | Melhor Ator no Cinema                                            | Get on Up                                  | Indicado  | [ 59 ]          |
| 2015 | Black Reel Awards                             | Melhor Ator                                                      | Get on Up                                  | Indicado  | [ 60 ]          |
| 2016 | Teen Choice Awards                            | Melhor Química                                                   | Captain America: Civil War                 | Indicado  | [ 61 ]          |
| 2016 | Teen Choice Awards                            | Roubo de Cena                                                    | Captain America: Civil War                 | Indicado  | [ 61 ]          |
| 2017 | NAACP Image Awards                            | Melhor Ator Coadjuvante no Cinema                                | Captain America: Civil War                 | Indicado  | [ 62 ]          |
| 2017 | Nickelodeon Kids' Choice Awards               | #SQUAD                                                           | Captain America: Civil War                 | Indicado  | [ 63 ]          |
| 2017 | Prêmio Saturno                                | Melhor Ator Coadjuvante                                          | Captain America: Civil War                 | Indicado  | [ 64 ]          |
| 2018 | NAACP Image Awards                            | Melhor Ator no Cinema                                            | Marshall                                   | Indicado  | [ 65 ]          |
| 2018 | Black Reel Awards                             | Melhor Ator                                                      | Marshall                                   | Indicado  | [ 66 ]          |
| 2018 | MTV Movie & TV Awards                         | Melhor Atuação em Cinema                                         | Black Panther                              | Venceu    | [ 67 ]          |
| 2018 | MTV Movie & TV Awards                         | Melhor Herói                                                     | Black Panther                              | Venceu    | [ 67 ]          |
| 2018 | MTV Movie & TV Awards                         | Melhor Luta (Black Panther vs M'Baku)                            | Black Panther                              | Indicado  | [ 67 ]          |
| 2018 | MTV Movie & TV Awards                         | Melhor Dupla (com Lupita Nyong'o, Letitia Wright e Danai Gurira) | Black Panther                              | Indicado  | [ 67 ]          |
| 2018 | BET Awards                                    | Melhor Ator                                                      | Marshall e Black Panther                   | Venceu    | [ 68 ]          |
| 2018 | Prêmio Saturno                                | Melhor Ator                                                      | Black Panther                              | Indicado  | [ 69 ]          |
| 2018 | Teen Choice Awards                            | Ator em Filme de Ficção                                          | Black Panther                              | Indicado  | [ 70 ]          |
| 2018 | Teen Choice Awards                            | Melhor Beijo                                                     | Black Panther                              | Indicado  | [ 70 ]          |
| 2018 | Teen Choice Awards                            | Melhor Casal                                                     | Black Panther                              | Indicado  | [ 70 ]          |
| 2018 | People's Choice Awards                        | Ator do Ano                                                      | Black Panther                              | Venceu    | [ 71 ]          |
| 2018 | People's Choice Awards                        | Ator de Ação do Ano                                              | Black Panther                              | Indicado  | [ 71 ]          |
| 2019 | Prêmio Screen Actors Guild                    | Melhor Elenco em Cinema                                          | Black Panther                              | Venceu    | [ 72 ]          |
| 2019 | Black Reel Awards                             | Melhor Ator                                                      | Black Panther                              | Venceu    | [ 73 ]          |
| 2019 | Nickelodeon Kids' Choice Awards               | Ator de Cinema Favorito                                          | Black Panther                              | Indicado  | [ 74 ]          |
| 2019 | Nickelodeon Kids' Choice Awards               | Super-herói Favorito                                             | Black Panther                              | Indicado  | [ 74 ]          |
| 2019 | NAACP Image Awards                            | Melhor Ator no Cinema                                            | Black Panther                              | Venceu    | [ 75 ]          |
| 2019 | NAACP Image Awards                            | Melhor Elenco em Cinema                                          | Black Panther                              | Venceu    | [ 75 ]          |
| 2019 | NAACP Image Awards                            | Artista do Ano                                                   | Artista do Ano                             | Indicado  | [ 75 ]          |
| 2019 | BET Awards                                    | Melhor Ator                                                      | Avengers: Infinity War e Avengers: Endgame | Indicado  | [ 76 ]          |
| 2020 | Boston Society of Film Critics                | Melhor Elenco                                                    | Ma Rainey's Black Bottom                   | Venceu    | [ 77 ]          |
| 2020 | Chicago Film Critics Association              | Melhor Ator                                                      | Ma Rainey's Black Bottom                   | Venceu    | [ 78 ] [ 79 ]   |
| 2020 | Chicago Film Critics Association              | Melhor Ator Coadjuvante                                          | Da 5 Bloods                                | Indicado  | [ 78 ] [ 79 ]   |
| 2020 | Florida Film Critics Circle                   | Melhor Ator                                                      | Ma Rainey's Black Bottom                   | Indicado  | [ 80 ]          |
| 2020 | Florida Film Critics Circle                   | Melhor Elenco                                                    | Ma Rainey's Black Bottom                   | Indicado  | [ 80 ]          |
| 2020 | Florida Film Critics Circle                   | Melhor Ator Coadjuvante                                          | Da 5 Bloods                                | Indicado  | [ 80 ]          |
| 2020 | Los Angeles Film Critics Association          | Melhor Ator                                                      | Ma Rainey's Black Bottom                   | Venceu    | [ 81 ]          |
| 2020 | MTV Movie & TV Awards                         | O Maior de Todos – Herói Pela Eternidade                         | Ele mesmo/carreira                         | Venceu    | [ 82 ]          |
| 2020 | NAACP Image Awards                            | Melhor Ator em Cinema                                            | 21 Bridges                                 | Indicado  | [ 83 ]          |
| 2020 | New York Film Critics Circle                  | Melhor Ator Coadjuvante                                          | Da 5 Bloods                                | Venceu    | [ 84 ]          |
| 2021 | AACTA Awards                                  | Melhor Ator Internacional                                        | Ma Rainey's Black Bottom                   | Venceu    | [ 85 ]          |
| 2021 | AACTA Awards                                  | Melhor Ator Coadjuvante Internacional                            | Da 5 Bloods                                | Indicado  | [ 86 ]          |
| 2021 | African-American Film Critics Association     | Melhor Ator                                                      | Ma Rainey's Black Bottom                   | Venceu    | [ 87 ]          |
| 2021 | Alliance of Women Film Journalists            | Melhor Ator                                                      | Ma Rainey's Black Bottom                   | Venceu    | [ 88 ]          |
| 2021 | BAFTA                                         | Melhor Ator                                                      | Ma Rainey's Black Bottom                   | Indicado  | [ 89 ]          |
| 2021 | BET Awards                                    | Melhor Ator                                                      | Da 5 Bloods e Ma Rainey's Black Bottom     | Venceu    | [ 90 ]          |
| 2021 | Black Reel Awards                             | Melhor Ator                                                      | Ma Rainey's Black Bottom                   | Venceu    | [ 91 ] [ 92 ]   |
| 2021 | Black Reel Awards                             | Melhor Ator Coadjuvante                                          | Da 5 Bloods                                | Indicado  | [ 91 ] [ 92 ]   |
| 2021 | Critics' Choice Movie Awards                  | Melhor Ator                                                      | Ma Rainey's Black Bottom                   | Venceu    | [ 93 ]          |
| 2021 | Critics' Choice Movie Awards                  | Melhor Ator Coadjuvante                                          | Da 5 Bloods                                | Indicado  | [ 93 ]          |
| 2021 | Critics' Choice Movie Awards                  | Melhor Elenco                                                    | Ma Rainey's Black Bottom                   | Indicado  | [ 93 ]          |
| 2021 | Critics' Choice Movie Awards                  | Melhor Elenco                                                    | Da 5 Bloods                                | Indicado  | [ 93 ]          |
| 2021 | Dallas-Fort Worth Film Critics Association    | Melhor Ator                                                      | Ma Rainey's Black Bottom                   | Venceu    | [ 94 ]          |
| 2021 | Detroit Film Critics Society                  | Melhor Ator                                                      | Ma Rainey's Black Bottom                   | Indicado  | [ 95 ]          |
| 2021 | Detroit Film Critics Society                  | Melhor Elenco                                                    | Ma Rainey's Black Bottom                   | Indicado  | [ 95 ]          |
| 2021 | Detroit Film Critics Society                  | Melhor Elenco                                                    | Da 5 Bloods                                | Indicado  | [ 95 ]          |
| 2021 | Dorian Awards                                 | Melhor Ator em Cinema                                            | Ma Rainey's Black Bottom                   | Venceu    | [ 96 ] [ 97 ]   |
| 2021 | Dorian Awards                                 | Melhor Ator Coadjuvante em Cinema                                | Da 5 Bloods                                | Indicado  | [ 96 ] [ 97 ]   |
| 2021 | Dorian Awards                                 | Wilde Artist Award                                               | Ele mesmo                                  | Indicado  | [ 96 ] [ 97 ]   |
| 2021 | Georgia Film Critics Association              | Melhor Ator                                                      | Ma Rainey's Black Bottom                   | Indicado  | [ 98 ]          |
| 2021 | Georgia Film Critics Association              | Melhor Elenco                                                    | Ma Rainey's Black Bottom                   | Indicado  | [ 98 ]          |
| 2021 | Globo de Ouro                                 | Melhor Ator em Filme Dramático                                   | Ma Rainey's Black Bottom                   | Venceu    | [ 99 ]          |
| 2021 | Gotham Independent Film Awards                | Melhor Ator                                                      | Ma Rainey's Black Bottom                   | Indicado  | [ 100 ]         |
| 2021 | Gotham Independent Film Awards                | Tributo                                                          | Ele mesmo                                  | Venceu    | [ 101 ]         |
| 2021 | Hollywood Critics Association                 | Melhor Ator                                                      | Ma Rainey's Black Bottom                   | Indicado  | [ 102 ]         |
| 2021 | Hollywood Critics Association                 | Melhor Elenco                                                    | Ma Rainey's Black Bottom                   | Indicado  | [ 102 ]         |
| 2021 | Hollywood Critics Association                 | Melhor Ator Coadjuvante                                          | Da 5 Bloods                                | Indicado  | [ 102 ]         |
| 2021 | Hollywood Critics Association                 | Melhor Elenco                                                    | Da 5 Bloods                                | Venceu    | [ 103 ]         |
| 2021 | Houston Film Critics Society                  | Melhor Ator                                                      | Ma Rainey's Black Bottom                   | Indicado  | [ 104 ]         |
| 2021 | Houston Film Critics Society                  | Melhor Ator Coadjuvante                                          | Da 5 Bloods                                | Indicado  | [ 104 ]         |
| 2021 | Independent Spirit Award                      | Melhor Ator                                                      | Ma Rainey's Black Bottom                   | Indicado  | [ 105 ]         |
| 2021 | London Film Critics' Circle                   | Ator do Ano                                                      | Ma Rainey's Black Bottom                   | Venceu    | [ 106 ] [ 107 ] |
| 2021 | London Film Critics' Circle                   | Ator Coadjuvante do Ano                                          | Da 5 Bloods                                | Indicado  | [ 106 ] [ 107 ] |
| 2021 | MTV Movie & TV Awards                         | Melhor Atuação em Cinema                                         | Ma Rainey's Black Bottom                   | Venceu    | [ 108 ]         |
| 2021 | NAACP Image Award                             | Melhor Ator em Cinema                                            | Ma Rainey's Black Bottom                   | Venceu    | [ 109 ] [ 110 ] |
| 2021 | NAACP Image Award                             | Melhor Elenco em Cinema                                          | Ma Rainey's Black Bottom                   | Venceu    | [ 109 ] [ 110 ] |
| 2021 | NAACP Image Award                             | Melhor Ator Coadjuvante em Cinema                                | Da 5 Bloods                                | Venceu    | [ 109 ] [ 110 ] |
| 2021 | NAACP Image Award                             | Melhor Elenco em Cinema                                          | Da 5 Bloods                                | Indicado  | [ 109 ] [ 110 ] |
| 2021 | National Board of Review                      | NBR Icon Award                                                   | Ele mesmo                                  | Venceu    | [ 111 ]         |
| 2021 | National Board of Review                      | Melhor Elenco                                                    | Da 5 Bloods                                | Venceu    | [ 111 ]         |
| 2021 | National Society of Film Critics              | Melhor Ator                                                      | Ma Rainey's Black Bottom                   | Indicado  | [ 112 ]         |
| 2021 | National Society of Film Critics              | Melhor Ator Coadjuvante                                          | Da 5 Bloods                                | Indicado  | [ 112 ]         |
| 2021 | Online Film Critics Society                   | Melhor Ator                                                      | Ma Rainey's Black Bottom                   | Indicado  | [ 113 ]         |
| 2021 | Online Film Critics Society                   | Melhor Ator Coadjuvante                                          | Da 5 Bloods                                | Indicado  | [ 113 ]         |
| 2021 | Óscar                                         | Melhor Ator                                                      | Ma Rainey's Black Bottom                   | Indicado  | [ 114 ]         |
| 2021 | San Diego Film Critics Society                | Melhor Ator                                                      | Ma Rainey's Black Bottom                   | Indicado  | [ 115 ]         |
| 2021 | San Diego Film Critics Society                | Melhor Elenco                                                    | Da 5 Bloods                                | Indicado  | [ 115 ]         |
| 2021 | San Francisco Film Critics Circle             | Melhor Ator                                                      | Ma Rainey's Black Bottom                   | Venceu    | [ 116 ]         |
| 2021 | San Francisco Film Critics Circle             | Melhor Ator Coadjuvante                                          | Da 5 Bloods                                | Indicado  | [ 116 ]         |
| 2021 | Satellite Award                               | Melhor Ator em Cinema                                            | Ma Rainey's Black Bottom                   | Indicado  | [ 117 ]         |
| 2021 | Satellite Award                               | Melhor Ator Coadjuvante em Cinema                                | Da 5 Bloods                                | Venceu    | [ 117 ]         |
| 2021 | Screen Actors Guild Award                     | Melhor Ator em Cinema                                            | Ma Rainey's Black Bottom                   | Venceu    | [ 118 ]         |
| 2021 | Screen Actors Guild Award                     | Melhor Elenco em Cinema                                          | Ma Rainey's Black Bottom                   | Indicado  | [ 118 ]         |
| 2021 | Screen Actors Guild Award                     | Melhor Ator Coadjuvante em Cinema                                | Da 5 Bloods                                | Indicado  | [ 118 ]         |
| 2021 | Screen Actors Guild Award                     | Melhor Elenco em Cinema                                          | Da 5 Bloods                                | Indicado  | [ 118 ]         |
| 2021 | Seattle Film Critics Society                  | Melhor Ator                                                      | Ma Rainey's Black Bottom                   | Indicado  | [ 119 ]         |
| 2021 | St. Louis Gateway Film Critics Association    | Melhor Ator                                                      | Ma Rainey's Black Bottom                   | Venceu    | [ 120 ]         |
| 2021 | Toronto Film Critics Association              | Melhor Ator                                                      | Ma Rainey's Black Bottom                   | Indicado  | [ 121 ]         |
| 2021 | Vancouver Film Critics Circle                 | Melhor Ator                                                      | Ma Rainey's Black Bottom                   | Venceu    | [ 122 ]         |
| 2021 | Washington D.C. Area Film Critics Association | Melhor Ator                                                      | Ma Rainey's Black Bottom                   | Venceu    | [ 123 ]         |
| 2021 | Washington D.C. Area Film Critics Association | Melhor Elenco                                                    | Da 5 Bloods                                | Indicado  | [ 123 ]         |
| 2021 | Washington D.C. Area Film Critics Association | Melhor Elenco                                                    | Ma Rainey's Black Bottom                   | Indicado  | [ 123 ]         |

### Doutoradohonoris causa
| Localidade           | Data               | Instituição         | Grau                           | Fez discurso de posse |
| -------------------- | ------------------ | ------------------- | ------------------------------ | --------------------- |
| Distrito de Columbia | 12 de maio de 2018 | Universidade Howard | Doctor of Humane Letters (DHL) | sim                   |